# Olympische Sommerspiele 1996/Teilnehmer (Togo)
| Gelbes Symbol für Goldmedaillen mit stilisierten Olympischen Ringen | Graues Symbol für Silbermedaillen mit stilisierten Olympischen Ringen | Braundes Symbol für Bronzemedaillen mit stilisierten Olympischen Ringen |
| ------------------------------------------------------------------- | --------------------------------------------------------------------- | ----------------------------------------------------------------------- |
| —                                                                   | —                                                                     | —                                                                       |

Togo nahm bei den Olympischen Sommerspielen 1996 in Atlanta zum fünften Mal an Olympischen Sommerspielen teil. Die Delegation umfasste fünf Athleten.

## Teilnehmer nach Sportart

### Leichtathletik
- Téko Folligan, Boeviyoulou Lawson, Justin Ayassou und Kossi Akoto
Männer, 4 × 400 m Staffel: in der 1. Runde ausgeschieden
- Kossi Akoto
Männer, 400 m: in der 1. Runde ausgeschieden (46,94 s)
- Koukou Franck Amégnigan
Männer, 100 m: in der 1. Runde ausgeschieden (10,51 s)
- Boeviyoulou Lawson
Männer, 200 m: in der 1. Runde ausgeschieden (20,99 s)